# Liste der italienischen Meister in der Nordischen Kombination

Logo der Federazione Italiana Sport Invernali (Italienischer Wintersportverband)

Die Liste der italienischen Meister in der Nordischen Kombination listet die italienischen Meister in der Nordischen Kombination sowie die Zweit- und Drittplatzierten der nationalen Titelkämpfe seit 1909 auf.

## Männer

### Einzel
| Jahr | Meister              | Zweiter              | Dritter              |
| ---- | -------------------- | -------------------- | -------------------- |
| 2018 | Alessandro Pittin    | Manuel Maierhofer    | Aaron Kostner        |
| 2017 | Alessandro Pittin    | Armin Bauer          | Raffaele Buzzi       |
| 2016 | Alessandro Pittin    | Armin Bauer          | Lukas Runggaldier    |
| 2015 | Alessandro Pittin    | Lukas Runggaldier    | Armin Bauer          |
| 2014 | Alessandro Pittin    | Armin Bauer          | Samuel Costa         |
| 2013 | Alessandro Pittin    | Armin Bauer          | Lukas Runggaldier    |
| 2013 | Armin Bauer          | Samuel Costa         | Alessandro Pittin    |
| 2012 | Samuel Costa         | Armin Bauer          | Manuel Maierhofer    |
| 2012 | Armin Bauer          | Lukas Runggaldier    | Giuseppe Michielli   |
| 2011 | Alessandro Pittin    | Giuseppe Michielli   | Felix Peselj         |
| 2011 | Alessandro Pittin    | Giuseppe Michielli   | Lukas Runggaldier    |
| 2010 | Alessandro Pittin    | Giuseppe Michielli   | Armin Bauer          |
| 2008 | Lukas Runggaldier    | Armin Bauer          | Daniele Munari       |
| 2007 | Giuseppe Michielli   | Daniele Munari       | Florian Pinel        |
| 2006 | Jochen Strobl        | Giuseppe Michielli   | Daniele Munari       |
| 2005 | Jochen Strobl        | Davide Bresadola     | Giuseppe Michielli   |
| 2004 | Jochen Strobl        | Davide Bresadola     | Giuseppe Michielli   |
| 2003 | Andrea Longo         | Jochen Strobl        | Daniele Munari       |
| 2002 | Andrea Longo         | Daniele Munari       | Jochen Strobl        |
| 2001 | Andrea Longo         | Jochen Strobl        | Daniele Munari       |
| 2000 | Andrea Longo         | Andrea Cecon         | Jochen Strobl        |
| 1999 | Andrea Longo         | Andrea Cecon         | Simone Pinzani       |
| 1998 | Andrea Cecon         | Andrea Longo         | Jochen Strobl        |
| 1997 | Andrea Longo         | Simone Pinzani       | Andrea Cecon         |
| 1996 | Andrea Longo         | Roberto Cecon        | Simone Pinzani       |
| 1995 | Andrea Longo         | Andrea Cecon         | Simone Pinzani       |
| 1994 | Andrea Cecon         | Andrea Longo         | Paolo Bernardi       |
| 1993 | Paolo Bernardi       | Andrea Cecon         | Simone Pinzani       |
| 1992 | Andrea Cecon         | Andrea Bezzi         | Paolo Bernardi       |
| 1991 | Paolo Bernardi       | Andrea Cecon         | Andrea Bezzi         |
| 1990 | Andrea Cecon         | Andrea Bezzi         | Andrea Longo         |
| 1989 | Wettkampf abgesagt   | Wettkampf abgesagt   | Wettkampf abgesagt   |
| 1988 | Stefano Lunardi      | Gian-Paolo Mosele    | Andrea Cecon         |
| 1987 | Gian-Paolo Mosele    | Francesco Benetti    | Stefano Lunardi      |
| 1986 | Gian-Paolo Mosele    | Francesco Benetti    | Stefano Benelli      |
| 1985 | Gian-Paolo Mosele    | Francesco Benetti    | Stefano Lunardi      |
| 1984 | Gian-Paolo Mosele    | Francesco Benetti    | Stefano Lunardi      |
| 1983 | Gian-Paolo Mosele    | Francesco Benetti    | Stefano Lunardi      |
| 1982 | Gian-Paolo Mosele    | Francesco Benetti    | Paolo Aloisio        |
| 1981 | Gian-Paolo Mosele    | Benito Olli          | Paolo Aloisio        |
| 1980 | Gian-Paolo Mosele    | Francesco Giacomelli | Enrico Fauner        |
| 1979 | Franco Piussi        | Francesco Giacomelli | Enrico Fauner        |
| 1978 | Francesco Giacomelli | Amedeo Benedetti     | Enrico Zangrandi     |
| 1977 | Francesco Giacomelli | Amedeo Benedetti     | Modesto De Silvestro |
| 1976 | Francesco Giacomelli | Ezio Damolin         | Modesto De Silvestro |
| 1975 | Francesco Giacomelli | Amedeo Benedetti     | Enrico Zangrandi     |
| 1974 | Modesto De Silvestro | Marcello Bazzana     | Fabio Morandini      |
| 1973 | Ezio Damolin         | Leonardo De Crignis  | Modesto De Silvestro |
| 1972 | Ezio Damolin         | Leonardo De Crignis  | Modesto De Silvestro |
| 1971 | Fabio Morandini      | Ezio Damolin         | Modesto De Silvestro |
| 1970 | Ezio Damolin         | Fabio Morandini      | Angelo Toselli       |
| 1969 | Ezio Damolin         | Fabio Morandini      | Ennio Cocco          |
| 1968 | Fabio Morandini      | Ezio Damolin         | Giovanni Rosato      |
| 1967 | Ezio Damolin         | Fabio Morandini      |                      |
| 1966 | Ezio Damolin         | Fabio Morandini      | Lino Ferrari         |
| 1965 | Ezio Damolin         | Enzo Perin           | Fabio Morandini      |
| 1964 | Enzo Perin           | Ezio Damolin         | Lino Ferrari         |
| 1963 | Enzo Perin           | Lino Ferrari         | Renato Steffe        |
| 1962 | Enzo Perin           | Mario Bacher         | Renato Steffe        |
| 1961 | Aldo Pedrana         | Renato Steffe        | Lino Ferrari         |
| 1960 | Enzo Perin           | Aldo Pedrana         | Renato Steffe        |
| 1959 | Enzo Perin           | Aldo Pedrana         | Giancarlo Silvagni   |
| 1958 | Enzo Perin           | Aldo Pedrana         | Nilo Zandanel        |
| 1957 | Enzo Perin           | Aldo Pedrana         | Emiliano Vuerich     |
| 1956 | Alfred Prucker       | Enzo Perin           | Aldo Pedrana         |
| 1955 | Alfred Prucker       | Enzo Perin           | Aldo Pedrana         |
| 1954 | Alfred Prucker       | Bruno Mosele         | Mario Faccin         |
| 1953 | Alfred Prucker       | Bruno Mosele         | Mario Faccin         |
| 1952 | Alfred Prucker       | Rizzieri Rodeghiero  | Piero Pennacchio     |
| 1951 | Rizzieri Rodeghiero  | Alfred Prucker       | Piero Pennacchio     |
| 1950 | Alfred Prucker       | Franz Costa          | Piero Pennacchio     |
| 1949 | Francesco Costa      | Valentino Pesavento  | Mario Mutschlechner  |
| 1948 | Rizzieri Rodeghiero  | Alfred Prucker       | Alberto Tassotti     |
| 1947 | Rizzieri Rodeghiero  | Giovanni Perenni     | Alfred Prucker       |
| 1946 | Rizzieri Rodeghiero  | Carlo Alverà         | Giuseppe Muraro      |
| 1945 | Wettkampf abgesagt   | Wettkampf abgesagt   | Wettkampf abgesagt   |
| 1944 | Wettkampf abgesagt   | Wettkampf abgesagt   | Wettkampf abgesagt   |
| 1943 | Alberto Tassotti     | Italo Soldà          | Antonio Mosele       |
| 1942 | Rinaldo Vitalini     | Antonio La Casa      | Giovanni Perenni     |
| 1941 | Giovanni Perenni     | Alberto Tassotti     | Antonio Mosele       |
| 1940 | Rinaldo Vitalini     | Andrea Vuerich       | Antonio Mosele       |
| 1939 | Wettkampf abgesagt   | Wettkampf abgesagt   | Wettkampf abgesagt   |
| 1938 | Severino Menardi     | Giovanni Perenni     | Antonio Mosele       |
| 1937 | Antonio Mosele       | Benedetto Maculotti  | Erminio Butti        |
| 1936 | Severino Menardi     | Andrea Vuerich       | Giuseppe Gargenti    |
| 1935 | Andrea Vuerich       | Giuseppe Volcan      | Bruno Caneva         |
| 1934 | Severino Menardi     | Mario Bonomo         | Andrea Vuerich       |
| 1933 | Severino Menardi     | Ino Dallagio         | Guglielmo Holzner    |
| 1932 | Normanno Tavernaro   | Bruno Caneva         | Mario Bonomo         |
| 1931 | Normanno Tavernaro   | Bruno Caneva         | Mario Bonomo         |
| 1930 | Ernesto Zardini      |                      |                      |
| 1929 | Vitale Lenzi         |                      |                      |
| 1928 | Vitale Lenzi         |                      |                      |
| 1927 | Luigi Faure          |                      |                      |
| 1926 | Luigi Faure          |                      |                      |
| 1925 | Luigi Faure          |                      |                      |
| 1924 | Luigi Faure          |                      |                      |
| 1923 | Giuseppe Ferrara     |                      |                      |
| 1922 | Giuseppe Ferrara     |                      |                      |
| 1921 | Wettkampf abgesagt   | Wettkampf abgesagt   | Wettkampf abgesagt   |
| 1920 | Dino Castelli        |                      |                      |
| 1919 | Wettkampf abgesagt   | Wettkampf abgesagt   | Wettkampf abgesagt   |
| 1918 | Wettkampf abgesagt   | Wettkampf abgesagt   | Wettkampf abgesagt   |
| 1917 | Wettkampf abgesagt   | Wettkampf abgesagt   | Wettkampf abgesagt   |
| 1916 | Wettkampf abgesagt   | Wettkampf abgesagt   | Wettkampf abgesagt   |
| 1915 | Dino Castelli        |                      |                      |
| 1914 | Domenico Sandrini    |                      |                      |
| 1913 | Wettkampf abgesagt   | Wettkampf abgesagt   | Wettkampf abgesagt   |
| 1912 | Wettkampf abgesagt   | Wettkampf abgesagt   | Wettkampf abgesagt   |
| 1911 | Wettkampf abgesagt   | Wettkampf abgesagt   | Wettkampf abgesagt   |
| 1910 | Mario Corti          |                      |                      |
| 1909 | Mario Corti          |                      |                      |

### Sprint
| Jahr | Meister            | Zweiter            | Dritter            |
| ---- | ------------------ | ------------------ | ------------------ |
| 2010 | Alessandro Pittin  | Giuseppe Michielli | Mattia Runggaldier |
| 2009 | Alessandro Pittin  | Lukas Runggaldier  | Armin Bauer        |
| 2008 | Alessandro Pittin  | Davide Bresadola   | Giuseppe Michielli |
| 2008 | Alessandro Pittin  | Giuseppe Michielli | Armin Bauer        |
| 2007 | Giuseppe Michielli | Alessandro Pittin  | Armin Bauer        |
| 2006 | Giuseppe Michielli | Daniele Munari     | Jochen Strobl      |
| 2005 | Jochen Strobl      | Giuseppe Michielli | Daniele Munari     |
| 2004 | Jochen Strobl      | Simone Pinzani     | Davide Bresadola   |

## Frauen
| Jahr | Meisterin          | Zweite       | Dritte       |
| ---- | ------------------ | ------------ | ------------ |
| 2018 | Veronica Gianmoena | Annika Sieff | Lena Prinoth |